# لجین الهذلول
لُجَین الهَذلول (زاده ۳۱ ژوئیه ۱۹۸۹)، فعال حقوق زنان و شخصیت رسانه‌ای اهل عربستان است. او در سال ۲۰۱۵ در لیست صد زن قدرتمند عرب رتبه سوم را به دست آورد.
او در اول دسامبر ۲۰۱۴، پس از تلاش برای عبور از مرز امارات به عربستان سعودی با ماشین خود، به خاطر اتهام نقض قانون ممنوعیت رانندگی زنان در پادشاهی عربستان دستگیر و به مدت ۷۳ روز زندانی شد.
در ۴ ژوئن ۲۰۱۷، او در فرودگاه بین‌المللی ملک فهد در شهر دمام برای دومین بار دستگیر و زندانی شد. دلیل دستگیری او مشخص نیست و به او اجازه گرفتن وکیل یا تماس با خانواده‌اش داده نشد.
لجین الهذلول به ۵ سال و هشت ماه زندان محکوم شد. دفتر حقوق بشر سازمان ملل در بیانیه‌ای خواستار آزادی فوری هذلول شد.